# Réserve Rio das Furnas
 (novembre 2023).
Si vous disposez d'ouvrages ou d'articles de référence ou si vous connaissez des sites web de qualité traitant du thème abordé ici, merci de compléter l'article en donnant les références utiles à sa vérifiabilité et en les liant à la section « Notes et références ».
La réserve Rio das Furnas est une réserve naturelle brésilienne. Elle se situe dans la région sud, dans l'État de Santa Catarina. Elle couvre 28 ha, situés dans un canyon, sur le territoire de la municipalité de Alfredo Wagner, non loin du sommet du Alto da Boa Vista et de la Serra dos Faxinais. 
De nombreux cours d'eau de l'État prennent leur source dans cette région (rio Itajaí-Mirim, rio Itajaí do Sul, rio Cubatão do Sul, rio Tubarão et rio Tijucas). L'écosystème dominant est la forêt atlantique. Les principales activités de la réserve sont la recherche scientifique, l'éducation écologique, l'observation des oiseaux et le tourisme scientifique. 